# Eliseu
Eliseu Pereira dos Santos (* 1. října 1983 Angra do Heroísmo) je bývalý portugalský fotbalista. Nastupoval především jako levý obránce. V letech 2009–2017 hrál za portugalskou reprezentaci, odehrál za ni 29 utkání, v nichž vstřelil jednu branku. Stal se s ní mistrem Evropy v roce 2016 a získal bronz na Konfederačním poháru 2017. S Benfikou Lisabon se stal třikrát mistrem Portugalska (2014–15, 2015–16, 2016–17). Hrál za Belenenses (2002–2007; při tom hostování ve Varzim SC), Málagu (2007–2009, 2010–2014), Lazio Řím (2009–2010; při tom hostování v Realu Zaragoza) a Benfiku (2014–2018).